# Axinella damicornis
Axinella damicornis is een sponssoort in de taxonomische indeling van de gewone sponzen (Demospongiae), behorend tot de familie Axinellidae. De wetenschappelijke naam van de soort werd in 1794 voor het eerst geldig gepubliceerd door Eugen Johann Christoph Esper.

## Beschrijving
Axinella damicornis is een kleine (tot 10 cm hoog, maar meer typisch 5 cm) vertakkende, rechtopstaande spons met een korte steel. De takken zijn samengedrukt en 'zwevend' aan elkaar. De kleur is helder tot diepgeel, soms naar diep oranje aan de randen. Het is kenmerkend 'helder'. Het oppervlak heeft een kenmerkend 'melig' uiterlijk, alsof het is bestrooid met kleine gele deeltjes. Kleine oscula (uitstroomopeningen) worden gedragen op de toppen van de takken. Als ze leven, zijn de open oscula gedeeltelijk omgeven door een kleine driehoekige 'flap' van weefsel. Het lichaam van de spons bestaat uit kiezelnaalden en sponginevezels, en is in staat om veel water op te nemen.

## Verspreiding en leefgebied
Axinella damicornis komt voor in de Middellandse Zee en de Noord-Atlantische Oceaan, en wordt over het algemeen op diepten tot 120 meter gevonden, maar kan ook veel dieper gevonden worden. Op de Britse Eilanden is een zuidwestelijke soort die voorkomt in Lough Hyne, County Cork, verspreid over de westkust van Ierland en noord naar de westkust van Schotland. Hij kan op bepaalde plaatsen worden aangetroffen op glooiend, lager circalitoraal gesteente in gebieden die zijn blootgesteld of gedeeltelijk zijn blootgesteld aan golfslag. In Lough Hyne komt deze soort vaak voor op extreem beschutte sublitorale kliffen.